# Amper oră
Un amper-oră este o unitate de măsură a sarcinii electrice și cantității de electricitate, definită ca fiind cantitatea de electricitate transferată de un curent electric constant de un amper timp de o oră. Ea este echivalentă cu 3.600 coulombi sau amper-secunde. Un submultiplu este miliamper-ora.
Capacitatea de stocare a cantității de electricitate (a sarcinii electrice) de către un element galvanic cum ar pilă Leclanché, acumulator cu plumb sau acumulator litiu-ion se exprimă în amperi oră – Ah sau în miliamperi oră – mAh.
1 A (amper) reprezintă  cantitatea de electricitate – Q de 1 C (coulomb) ce trece printr-un circuit electric în unitatea de timp 1 s  (secundă).
1 A (amper)  = 1 C ( coulomb = 6,241 x 10^18 electroni ) / 1 s (secundă)  
Sarcina electrică exprimată în unitatea de măsură coulomb – Q - este egală cu  produsul curent I ce trece printr-un circuit electric (exprimată în amperi) într-un interval oarecare de timp - t:
Q = It = 1 A x 1h. = 1 Ah – amper oră
Q (coulomb) = 1 A x 3600 s = 3600 coulomb.
Cu alte cuvinte, o baterie cu capacitatea de 1 Ah  poate stoca o sarcină electrică de 3600 coulombi.
sau
O baterie electrică cu capacitatea de 1 Ah poate furniza într-un circuit electric un curent de 1 A timp de o oră.